# Пам'ятки монументального мистецтва Семенівського району
У Семенівському районі Полтавської області нараховується 8 пам'яток монументального мистецтва.
| # | назва                                                                                      | адреса                           |
| - | ------------------------------------------------------------------------------------------ | -------------------------------- |
| 1 | Пам'ятник-бюст Івану Сухині, секретарю підпільного райкому комсомолу, що загинув у 1942 р. | смт Семенівка                    |
| 2 | Пам'ятник трудової Слави — Героїня косгоспних ланів                                        | с. Карпиха                       |
| 3 | Пам'ятник І. П. Котляревському                                                             | с. Горошине                      |
| 4 | Пам'ятник трудової Слави — Господарі колгоспних ланів (механізатор і ланкова)              | с. Погребняки, при в'їзді у село |
| 5 | Пам'ятник Т. Г. Шевченку                                                                   | с. Устимівка                     |